# Dicrotendipes yaeyamanus
Dicrotendipes yaeyamanus är en tvåvingeart som beskrevs av Hasegawa och Sasa 1987. Dicrotendipes yaeyamanus ingår i släktet Dicrotendipes och familjen fjädermyggor. Inga underarter finns listade i Catalogue of Life.